# Кортикальна колонка
Кортикальна колонка (лат. columna corticalis), також звана гіперколонкою, макроколонкою, функційною колонкою, або іноді кортикальним модулем (англ. cortical column, hypercolumn, macrocolumn, functional column, cortical module) — це група нейронів у корі головного мозку, в які можливо послідовно проникнути зондом, що вставляють перпендикулярно до поверхні кори, і які мають майже ідентичні рецептивні поля.[джерело?] Нейрони в межах мініколонки (мікроколонки) кодують подібні ознаки, тоді як гіперколонка «позначує вузол, що містить повний набір значень для будь-якого заданого набору параметрів рецептивного поля». Кортикальний модуль означують або як синонім гіперколонки (Маунткасл), або як ділянку тканини декількох гіперколонок, що перекриваються.
Колонкова гіпотеза заявляє, що кора складається з виокремлених, модульних колонок нейронів, що характеризуються стійким характером зв'язаності.
Що саме означає цей термін, є досі незрозумілим, і він не відповідає жодній окремій структурі всередині кори. Знайти канонічний мікроконтур, що відповідає кортикальній колонці, було неможливо, як не було й розшифровано жодного генетичного механізму, який би визначав, як будувати колонку. Проте для пояснення обробки інформації корою найширше прийнятою наразі є гіпотеза колонкового влаштування.

## Кора головного мозку ссавців
Кора головного мозку ссавців, сіра речовина, що оболонкує білу речовину, складається з шарів. Людська кора є від 2 до 3 мм завтовшки. Число шарів є однаковим для більшості ссавців, але варіюється в межах кори. В новій корі можливо розпізнати 6 шарів, хоча багатьом областям бракує одного чи більше шарів, менше шарів представлено в стародавній та давній корі.

### Колонкове функційне влаштування
Колонкове функційне влаштування (англ. columnar functional organization), як було первинно висловлено Маунткаслом, припускає, що нейрони, які перебувають на відстані понад 0.5 мм (500 мкм) один від одного, не мають перекривання рецептивних полів, й інші експерименти дають подібні результати: 200—800 мкм. За різними оцінками, в колонці є від 50 до 100 кортикальних мініколонок, кожна з яких складається з близько 80 нейронів. Їхню роль найкраще розуміти як «функційні вузли обробки інформації».
Важливою особливістю є те, що колонкове влаштування є функційним за означенням, і відображає локальну зв'язаність кори головного мозку. Зв'язки «догори» й «донизу» в товщі кори є набагато густішими, ніж зв'язки, що поширюються з боку в бік.

## Дослідження Г'юбела та Візела
Девід Г'юбел та Торстен Візел продовжили відкриття Маунткасла в соматосенсорній корі своїми власними дослідженнями зору. Частиною відкриттів, у результаті яких вони отримати Нобелівську премію за 1981 рік, було те, що кортикальні колонки існують і в зо́рі, і що сусідні колонки були також функційно пов'язаними з точки зору напрямку ліній, що викликав максимальний розряд. Г'юбел та Візел продовжили свої власні дослідження працею, яка показала вплив змін середовища на колонкове влаштування, й загальний підсумок цих праць дав їм в результаті Нобелівську премію.

## Число кортикальних колонок
В новій корі є близько 100 000 000 кортикальних мініколонок, із до 110 нейронів у кожній, даючи 1 000 000—2 000 000 кортикальних колонок. Їх може бути більше, якщо колонки можуть перекриватися, як запропонували Цунода та ін.
Уточнена інформація: наукового консенсусу, що «в новій корі є близько 100 000 000 кортикальних мініколонок, із до 110 нейронів у кожній», немає, оскільки це первинне дослідження є занадто умовним у багатьох відношеннях: щоби підрахувати число клітин, автори просто обрали фіксовану ширину та довжину. Вони переважно використали це число, щоби припустити, що нова кора є одноманітною, але пізніші дослідження дев'яти видів приматів вказали, що нова кора насправді одноманітною не є, і з'ясували, «кількість нейронів на 1 мм2 поверхні кори головного мозку» «відрізняється між різними видами втричі». Тож зараз заведено вважати, що нова кора не є одноманітною. Число нейронів в одній колонці є змінним, і залежить від існування кортикальних колонок в певних областях мозку, та від означення колонки.